# Hot Girls, Bad Boys
Hot Girls, Bad Boys (с англ. — «Горячие девчонки, плохие парни») — дебютный альбом немецкой диско-группы Bad Boys Blue. Он включает в себя два международных хита — «You’re a Woman» и «Pretty Young Girl».
«L.O.V.E. in My Car», которую полностью исполняет Эндрю Томас, фактически является самой первой композицией группы, а также их дебютным синглом.

## Список композиций
1. «You’re a Woman» (5:28)
2. «I Live» (4:52)
3. «Pretty Young Girl» (5:43)
4. «L.O.V.E. in My Car» (5:20)
5. «Kiss You All Over. Baby» (5:58)
6. «Hot Girls — Bad Boys» (4:09)
7. «For Your Love» (5:58)
8. «People of the Night» (5:00)

## Высшие позиции в чартах
- Швейцария — 9 место.
- Финляндия — 12 место.
- Швеция — 30 место.
- Германия — 50 место.